# 관찰 예능
관찰 예능은 대한민국 예능 프로그램의 한 장르다.

## 역사
2000년 MBC 목표달성! 토요일 코너로 God의 육아일기의 처음에 시작하였다가, 2013년 이후부터 시대를 맞아, 방송국마다 다양한 방송 프로그램의 라인업을 신규로 준비하면서, KBS 2TV의 '슈퍼맨이 돌아왔다'의 경우, 유명인들의 자발적인 육아 도전기를 모티브로 하여, 모든 계층이 누구나 공감할 수 있는 관찰 예능 프로그램으로, 육아 휴직자가 해마다 쉴 새없이 급증하는 여세를 몰아, 공정성 측면에서 선구적인 역할을 수행한 점이 가장 큰 성공 요인으로 분석된다.

## 같이 보기
- 리얼 버라이어티